# Herb Kurgana

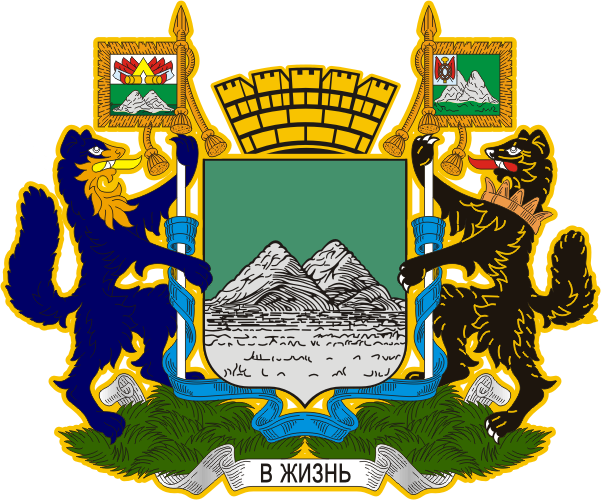
Herb Kurgana w formie wielkiej.

Herb Kurgana (ros: Герб Кургана) – jest oficjalnym symbolem miejskim Kurgana, przyjętym w obecnej formie 30 grudnia 2002 roku przez radę miasta

## Opis i symbolika
Francuska tarcza herbowa o jednolitym zielonym polu. Na nim dwa kurhany (wzgórza)  barwy srebrnej, pod nimi ziemia także barwy srebrnej, zajmująca jedną trzecią tarczy. Na czarno zaznaczono cechy ukształtowania terenu, zarówno dwóch kurhanów jak i połaci ziemi. Tarczę wieńczy złota korona herbowa w formie baszty o pięciu trójzębnych blankach. Trzymacze heraldyczne to, znajdujący się po prawej stronie (heraldycznej, z punktu widzenia obserwatora jest to lewa strona) błękitny martes (kuna), o złotej piersi i złotym języku i złotym pysku, a jego pazury w barwie błękitnej. Drugi trzymacz to soból barwy czarnej, ze złotymi elementami na futrze, złotej koronie zawieszonej na szyi, srebrnych pazurach i czerwonym języku. Oba zwierzęta są wspięte, w złotym obramowaniu, o srebrnych oczach, srebrnych kłach i z ogonami ukierunkowanymi ku górze. Błękitny martes trzyma w swych szponach trzyma sztandar z herbem miasta, pochodzącym z 1785 roku. Czarny soból podtrzymuje sztandar z herbem miasta z roku z 1878. Oba sztandary otoczone złotymi elementami dekoracyjnymi oraz trzema złotymi frędzlami opadającymi ku tarczy herbowej. Srebrne drzewce sztandarów oplata błękitna wstęga Orderu Czerwonego Sztandaru Pracy. Tarcza i trzymacze oparte na zielonej podstawie, której nadano formę pochodzącą z drzew iglastych. Na jej przedzie srebrna wstęga z wypisaną czarnymi wielkimi literami w języku rosyjskim dewizą herbową: "Do życia" (В ЖИЗНЬ).
Dwa wzgórza (kurhany) znajdujące się w herbie są nawiązaniem do przeszłości miasta, gdy jako drobna osada handlowa o charakterze obronnym, znajdująca się na rubieżach, najpierw Carstwa Rosyjskiego, a następnie Imperium Rosyjskiego, strzegła granic państwowych wokół dwóch ufortyfikowanych wzgórz. Podobną symbolikę ma korona herbowa przedstawiona w formie baszty. Ma ona ukazywać, że tereny te były niejako tarczą obronną Rosji przeciwko ludom mieszkającym na wschodzie, a następnie stanowiły punkt wypadowy w marszu rosyjskich eksploratorów na wschód. Tym sposobem Kurgan i jego mieszkańcy byli istotnym punktem w rozwoju terytorialnym państwa, a samo miasto miało stanowić bramę prowadzącą z Zachodu na Wschód. Soból pojawiający się jako trzymacz jest starym wyobrażeniem, które od wieków widniało na herbach związanych z terytoriami. Martes jest także popularnym wyobrażeniem heraldycznym, pojawia się m.in. w herbie miasta Ufa. Oba zwierzęta występują także w okolicach miasta. Umiejscowienie na sztandarach dawnych herbów Kurgana ma podkreślać ciągłość historyczną mimo upływającego czasu i zmieniających się pokoleń. Elementy roślinności mają odzwierciedlać piękno przyrody tych okolic, a sama zieleń nie tylko ma to odzwierciedlać, ale jest także kolorem nadziei i zdrowia, a w połączeniu z barwą białą (srebrną) oddaje historyczne kolory Syberii. Błękitna wstęga Orderu Czerwonego Sztandaru Pracy jest nawiązaniem do faktu, że w 1982 r. Kurgan został udekorowany tym sowieckim odznaczeniem. Dewiza herbowa "Do życia" (В ЖИЗНЬ) została zaczerpnięta z Ewangelii św. Jana (1 Jan. 3:14, cytat za Biblią Tysiąclecia): "My wiemy, że przeszliśmy ze śmierci do życia, bo miłujemy braci, kto zaś nie miłuje, trwa w śmierci".

## Historia

Herb Kurgana w formie prostej.

Wzgórza pojawiają się na tarczy herbowej osady, która w przyszłości miała przekształcić się w miasto Kurgan już w XVII wieku. 17 marca 1785 r. decyzją cesarzowej Katarzyny II kurgańskiemu grodowi został nadany pierwszy oficjalny herb. Była to zielona tarcza podzielona na dwa pola. W górnym znajdował się herb Tobolska, pod którego administracyjnie podlegało miasto. Było to wyobrażenie trofeów wojennych oraz halabard barwy złotej, a także sześciu czerwonych sztandarów na błękitnym tle. W dolnym zielonym polu znajdowało się wyobrażenie dwóch srebrnych wzgórz barwy srebrnej, a u ich podnóża rozpościerała się ziemia, o zabarwieniu szmaragdowym. Herb został zmieniony w 1865 r., za panowania imperatora Aleksandra II Romanowa. Wyobrażenie wzgórz zostało zmodyfikowane i odpowiada obecnie używanej formie, zostało też rozciągnięte na cały obszar tarczy herbowej. W prawym górnym rogu heraldycznym (lewym z punktu widzenia obserwatora) znów znalazły się wyobrażenia trofeów wojennych, związanych z Tobolskiem, które także ukazane zostały w nowej formie. Tarczę wieńczyła srebrna korona herbowa w formie baszty o trzech blankach, za nią skrzyżowane dwa złote młoty, a całość oplatała wstęga Orderu św. Aleksandra Newskiego. Pod tą postacią herb Kurgana miał przetrwać do roku 1917, gdy na fali przemian związanych z przewrotem bolszewickim i nową komunistyczną ideologią, wyszedł on z użytku. Przez większą część okresu sowieckiego używano symboliki komunistycznej.    
1 października 1970 r. sowiecka rada miejska ustanowiła dla miasta nowy herb, zgodny z nową sytuacją polityczną i ideologiczną, ale nawiązujący do dawnych tradycji. Była to francuska tarcza herbowa podzielona na trzy poziome pola. W górnym polu o barwie srebrnej (białej) znajdował się złoty napis z nazwą miasta "Kurgan". Pole środkowe o barwie czerwonej zawierało złote kłosy zboża przechodzące przez również złote koło zębate i skierowane w lewą stronę (prawą z punktu widzenia obserwatora). Użycie barwy czerwonej oraz elementów związanych z ideą robotniczo-chłopską miało podkreślać nową epokę w rozwoju miasta oraz sojusz klas pracujących. Ostatnie, dolne pole podzielone było na dwa pionowe. W prawym heraldycznym (lewym) na zielonym tle znajdowały się dwa tradycyjne wzgórza barwy srebrnej, a w lewym polu (prawym) na błękitnym tle umieszczono tobolskie trofea wojenne. Wraz z rozpadem Związku Radzieckiego i przekształceniami jakie dokonywały się w postsowieckiej Federacji Rosyjskiej pojawiło się zapotrzebowanie na nowy herb miasta. Został on przyjęty 18 lipca 2001 r. przez radę miejską. Jest to obecnie tzw. herb mały i to on został zapisany w Państwowym heraldycznym rejestrze Federacji Rosyjskiej pod numerem 699. Rok później, najpierw 20 marca 2002 r., a następnie 30 grudnia 2002 r. rada miasta przyjęła tzw. herb wielki, który jednak nie został zapisany w rejestrze, mimo nadziei władz Kurgana i autora projektu. Zdaniem władz miasto będące stolicą obwodu, powinno posiadać herb bardziej odpowiadający jego statusowi, jako przykłady podobnej postawy podawano tutaj np. herb Jekaterynburga.
Użycie herbu reguluje uchwała rady miejskiej. Na jej podstawie herb musi być umieszczany na fasadach budynków związanych z administracją miejską, zarówno ustawodawczą jak i prawodawczą, a także na salach posiedzeń i w biurach odpowiednich organów władz miasta. Powinien się on także znajdować na listach gratulacyjnych, dyplomach oraz wszystkich ważnych dokumentach wytwarzanych przez miasto.

## Historyczne herby Kurgana

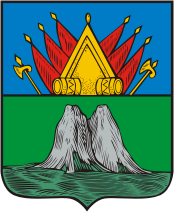
Herb Kurgana z 1785 r.
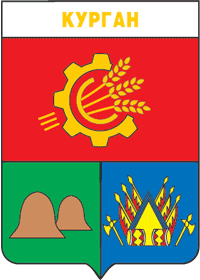
Herb Kurgana z 1970 r.
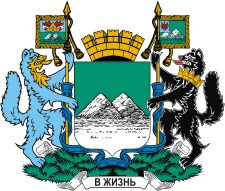
Herb wielki Kurgana w innej kolorystyce.